# Forzuto (film)
Forzuto (Strong Boy) è un film muto con traccia musicale del 1929 diretto da John Ford.
Il film è dichiarato perduto; un trailer originale è stato scoperto nel 2010 e conservato al New Zealand Film Archive.

## Trama
William Bloss, soprannominato "Forzuto", è il facchino di una stazione ferroviaria. A causa di un incidente con un camion, un giorno salva la vita dall'essere schiacciato da un tronco, al figlio del presidente della compagnia ferroviaria, il quale lo promuove da facchino a capo del dipartimento degli oggetti smarriti. Mary McGregor, la fidanzata di William, non approva la sua promozione e così lo lascia. Nel frattempo William restituisce una collana di perle a una star del cinema, ottenendo un'ulteriore promozione come conducente di locomotiva, ritrovandosi a lavorare con il padre di Mary. Un giorno impedisce un furto sul treno (una banda voleva impossessarsi dei gioielli della regina di Lisonia) e Mary finalmente ritorna con William.